# Trumvisare

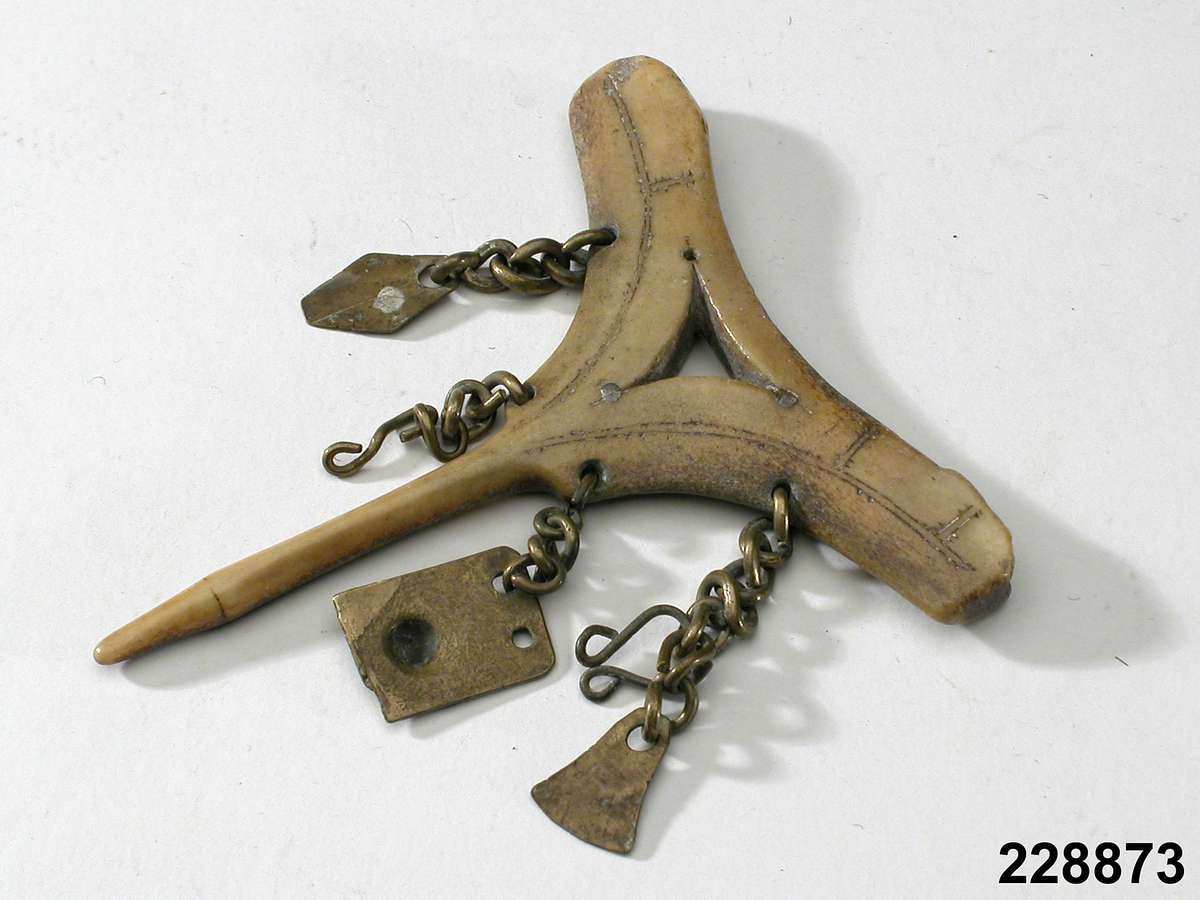
Trumvisare av renhorn med påhäng av mässing, troligen från Åsele

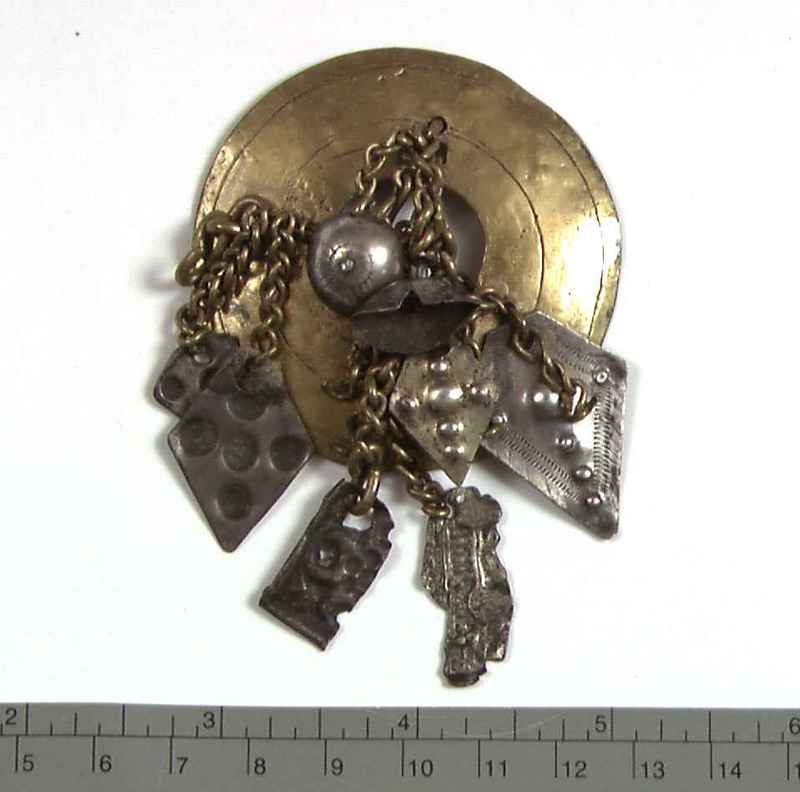
Trumvisare i metall från Jåmafjell i Nord-Trøndelag

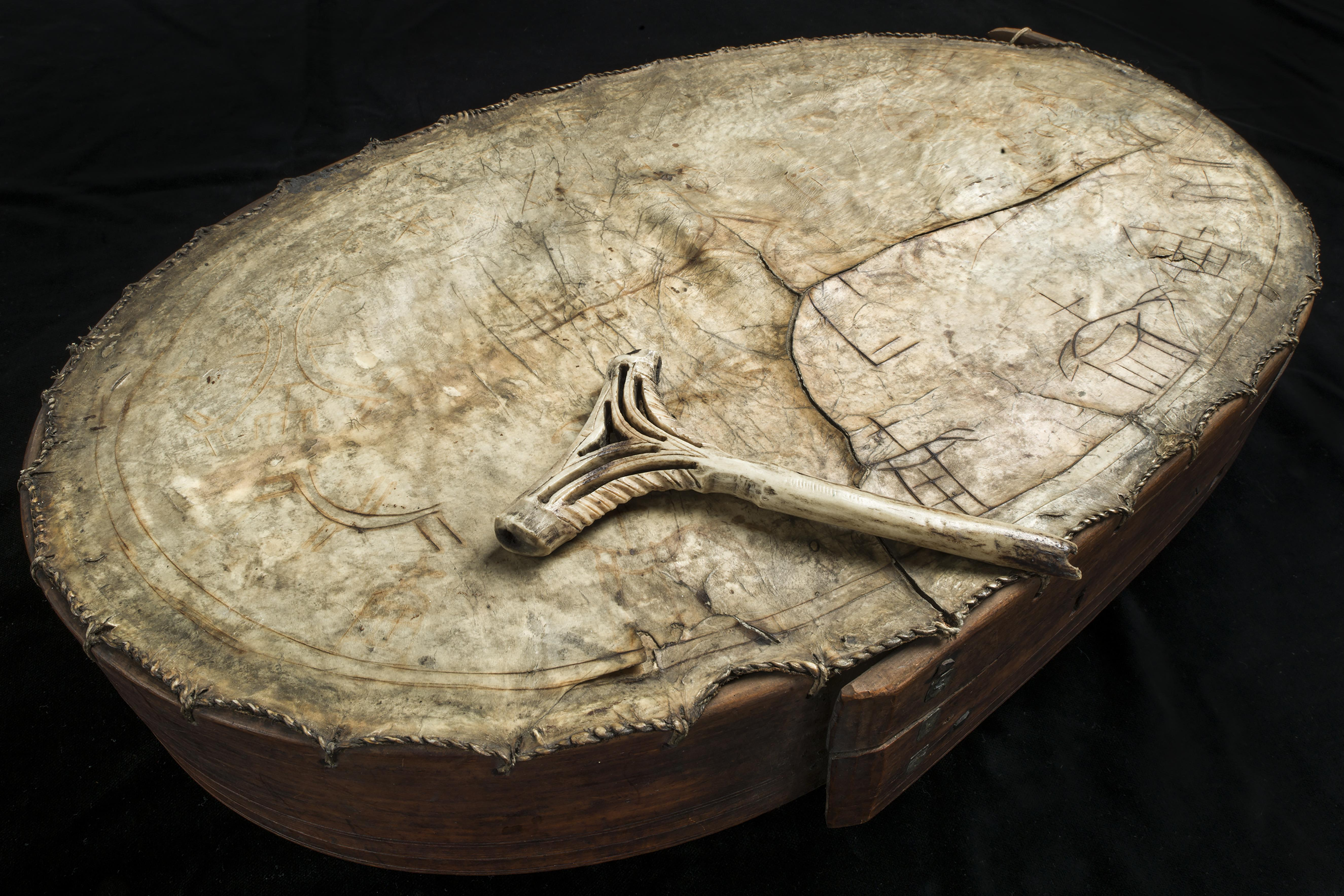
Samisk trumma med motivstruktur av sydsamisk typ, med trumhammare

Trumvisare (nordsamiska: vuorbi, bajá eller árpa, sydsamiska: viejhke) är ett redskap av renhorn, metall eller trä, som användes av samiska nåjder tillsammans med en samisk trumma för att spå.
Samiska trummor användes av nåjden för sätta sig i trans och för att hämta kunskap om framtiden eller om ting som sker på andra ställen. För att göra spådomar användes trumman tillsammans med en trumhammare (nordsamiska: bállin) och en trumvisare. Bindalstromma hade tre visare: två tretaggade stjärnor av horn och en ring av metall som troligen var mässing.
Visare av horn kunde ha påhängda metallstycken. Då den norske samen Anders Paulsen (1600–1692) beskrev sin trumma på tinget 1692, noterades det i tingsboken att "Tilmed haver han af messing giort en sådan liden indhul Decsel med en Messingring oventil, som han kalder 'palm'. Denne sætter han på Runebommen."
Läraren Isaac Olsen (omkring 1680–1739) omnämner i sin avhandling Om Lappernes Vildfarelser og Overtro (1717): "Et løst stycke messing eller og af kaaber, som er kosteligt udhugen, og stafæret."
Lars Levi Læstadius skrev i Fragmenter i Lappska Mythologien att «Lappen brukade Spåtrumman som ett orakel, hvilket han icke försummade, att rådfråga, så ofta någonting viktigt var å färde. Det var ungefärligen som att spå i kort, nyttja slagruta eller dylika. Ty ick må man tro, att hvarje Lapp, som hade Spåtrumma, var Trollkarl.» Samen Lars Olsen (1826–1892) berättade 1885 om Bindalstromma och förklarade hur trumvisarnas gång över trumskinnet kan användas för att hämta vägledning om renförflyttning och äktenskap.
För att använda trumman för spådom lade nåjden trumvisaren på trumskinnet och på skinnet med en trumhammare gjord av horn, kallad bállin. Trumvisaren rörde sig runt på trumskinnet och hamnade på de olika figurerna som var ritade på det. Nåjden tolkade så gudarnas vilja utifrån figurerna som visaren hamnade på, och var den till slut stannade.

## Bildgalleri

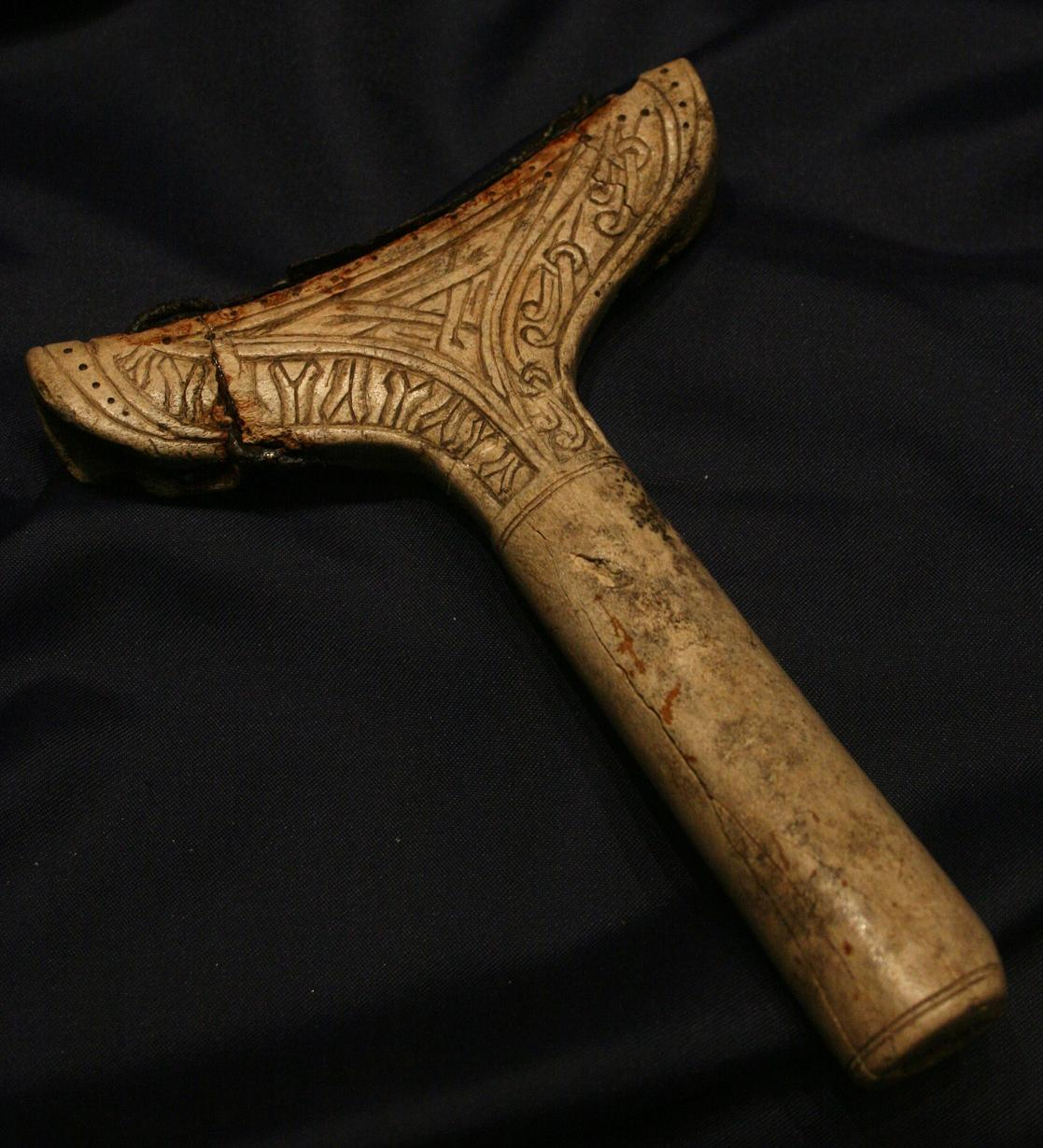
Trumhammare av renhorn från Rendalen i Norge
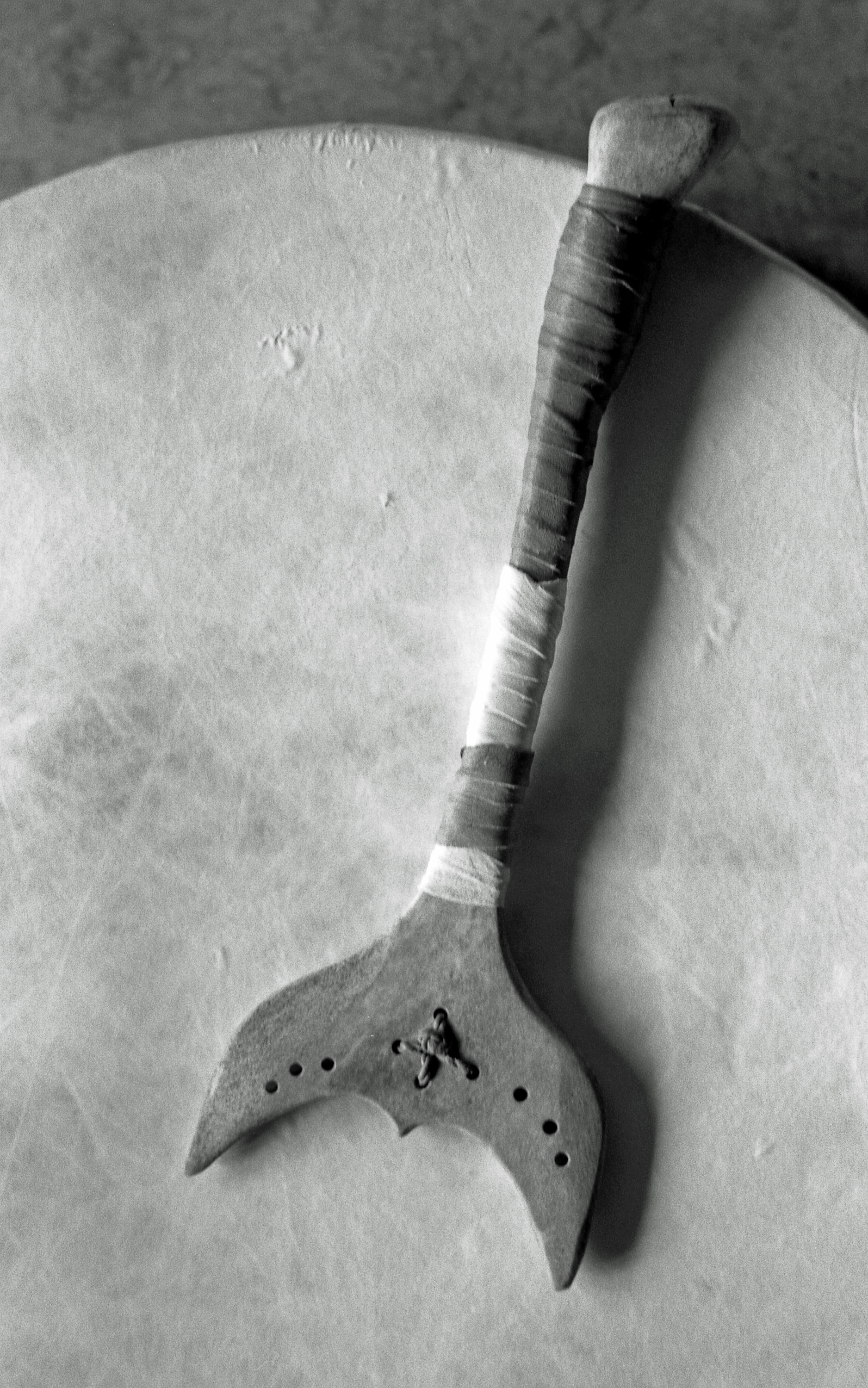
Trumvisare från Karasjok i Norge